# Torrellebreta
Torrellebreta és una masia de Malla (Osona) inclosa a l'Inventari del Patrimoni Arquitectònic de Catalunya.

## Descripció
Edifici civil. Masia d'estructura un xic complexa. Coberta a dues vessants amb una façana orientada a migdia i l'altra a ponent. La de migdia està situada a l'extrem dret de l'edificació i presenta un portal dovellat i una finestra amb motllures goticitzants formant una unitat. Adossat arran de portal hi ha un cos de galeries que consta de planta baixa i dos pisos amb obertures semicirculars al primer pis.
Al mur de llevant hi ha finestres esculturades i cegades. En aquest sector es veu clarament el sobrealçat de l'edificació, pauta que ens serveix per a marcar les diverses etapes constructives. A la part esquerra de ponent hi ha una torre circular, a la part dreta de la qual hi ha el portal d'accés a la casa, a través d'unes arcades. A la part esquerra de la torre s'adossa la capella.
L'edificació presenta diversos materials constructius

## Història
Al lloc on avui es troba emplaçada Torrellebreta hi havia hagut una torre de guaita i defensa del camí ral, abans antiga via romana que enllaçava Vic amb Barcelona. Els documents del segle XII-XIII l'esmenten amb el nom de TURRIS LEBERTA, TURRIS LLEBRETA, TURRIS LEBRETA, és a dir, "turris liberta", torre franca. Fou una quadra civil independent. Avui forma part de la demarcació de Malla, unió que es produí el 1840, juntament amb els masos que formaven part de la quadra: el Feu, el Coll, el Collell i el Molí de la Torre (aquest últim encara avui masoveria de Torrellebreta).
El 1861, un cabaler de la casa, F. Vilarrúbia i Torrellebreta, va esbossar la història de la pairaria a través de documents antics que permeten seguir-ne la genealogia, que compta amb 28 generacions.